# Pont de pierre (Adana)
Pour les articles homonymes, voir Pont de pierre.
Le pont de pierre (en turc : Taşköprü, « pont de pierre ») est un pont romain qui franchit le fleuve Seyhan (l'ancien Sarus) à Adana, Turquie. Construit à l'époque romaine et maintes fois réparé, il est aujourd'hui l'un des symboles d'Adana. 

## Historique

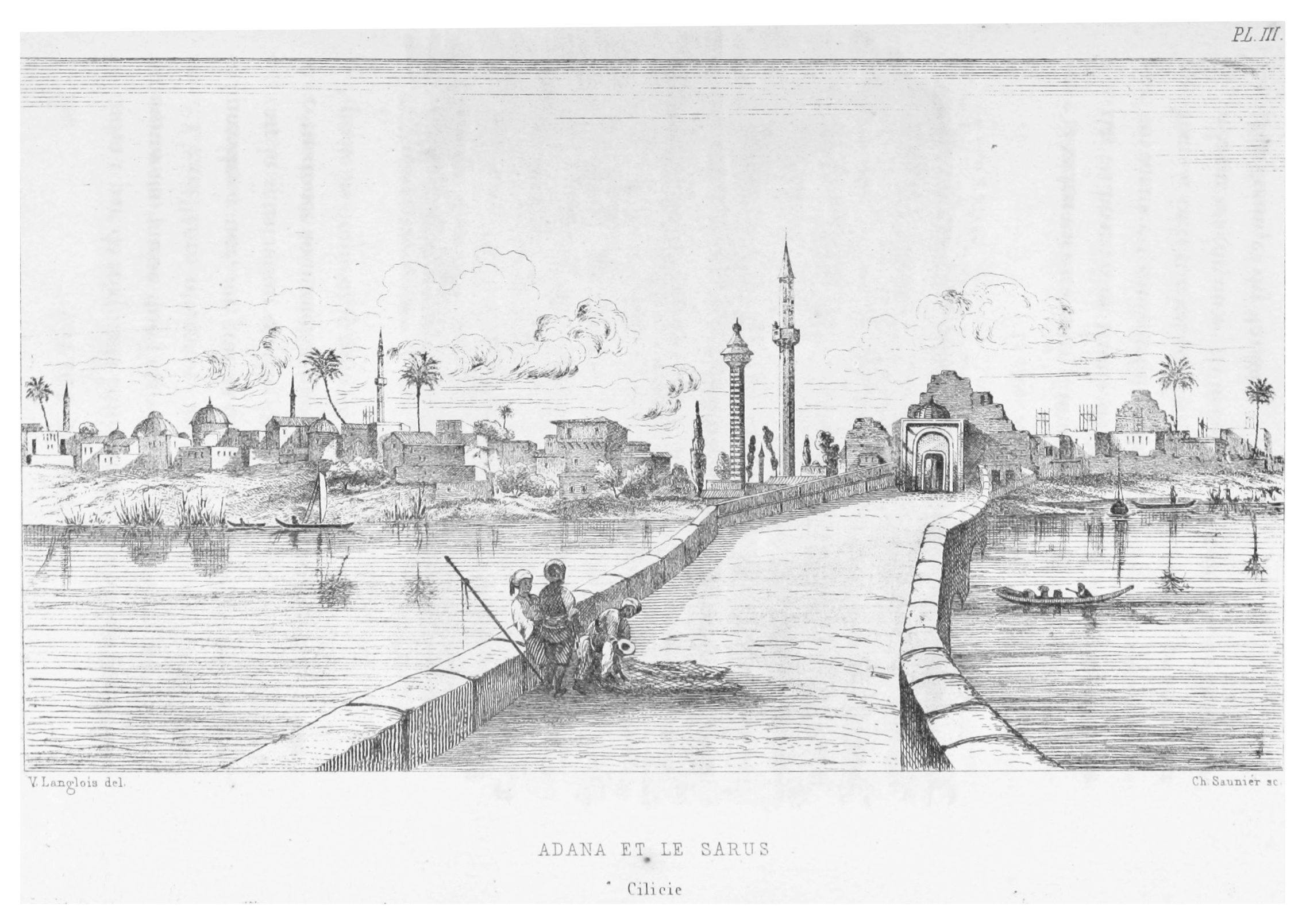
Vue du pont d'Adana, tiré de: Viktor Langlois, Voyage dans la Cilicie et dans les montagnes du Taurus (1852-1853)

Sa date de construction est incertaine. Il a pu être construit dès le règne d'Hadrien (117-137), ou jusqu'au règne de Justinien (527-565). Le musée d'Adana conserve une inscription qui fait référence à un certain Auxentius comme bâtisseur de ponts, peut-être identifiable à un Auxentius déjà connu pour avoir exercé cette activité autour de 384. Ainsi, la structure du pont peut dater de la fin du IVe siècle. 
Il subsiste aujourd'hui 14 des 21 arches d'origine. Situé dans une zone de tremblements de terre, le pont a été réparé plusieurs fois au cours des siècles : d'abord par Justinien, puis en 742 sous le calife omeyyade al-Walid II, dont il prit le nom (Jisr al-Walid), et en 840 sous le calife al-Mu'tasim. Le pont était un élément essentiel des routes commerciales à travers l'Anatolie et la Perse.
Le pont a été restauré en 2006-2007.

## Sources
- Clin O'Connor, Roman Bridges, Cambridge University Press, 1993, 127 p.  (ISBN 0-521-39326-4)